# Edward E. Browne

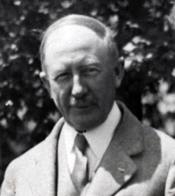
Edward E. Browne (1930)

Edward Everts Browne (* 16. Februar 1868 in Waupaca, Waupaca County, Wisconsin; † 23. November 1945 in Evanston, Illinois) war ein US-amerikanischer Politiker. Zwischen 1913 und 1931 vertrat er den Bundesstaat Wisconsin im US-Repräsentantenhaus.

## Leben
Edward Browne besuchte die öffentlichen Schulen seiner Heimat einschließlich der Waupaca High School. Danach studierte er bis 1890 an der University of Wisconsin–Madison. Nach einem anschließenden Jurastudium an der gleichen Universität und seiner im Jahr 1892 erfolgten Zulassung als Rechtsanwalt begann er in Waupaca in seinem neuen Beruf zu arbeiten. Zwischen 1898 und 1905 war er Bezirksstaatsanwalt im Waupaca County. Politisch war Browne Mitglied der Republikanischen Partei. In den Jahren 1902, 1904 und 1906 nahm er als Delegierter an deren regionalen Parteitagen in Wisconsin teil. 1905 und 1906 war er Vorstandsmitglied der University of Wisconsin; von 1907 bis 1912 gehörte er dem Senat von Wisconsin an.
Bei den Kongresswahlen des Jahres 1912 wurde Browne im achten Wahlbezirk von Wisconsin in das US-Repräsentantenhaus in Washington, D.C. gewählt, wo er am 4. März 1913 die Nachfolge von James H. Davidson antrat. Nach acht Wiederwahlen konnte er bis zum 3. März 1931 neun zusammenhängende Legislaturperioden im Kongress absolvieren. In diese Zeit fielen unter anderem der Erste Weltkrieg sowie die Verabschiedung des 16., des 17., des 18. und des 19. Verfassungszusatzes. Seine letzte Legislaturperiode im Kongress war von den Ereignissen der Weltwirtschaftskrise geprägt.
Im Vorfeld der Wahlen des Jahres 1930 wurde Edward Browne von seiner Partei nicht für eine weitere Amtszeit nominiert. In der Folge arbeitete er wieder als Anwalt. Zwischen 1936 und 1941 war Browne Mitglied des Umweltausschusses (Conservation Commission) der Staatsregierung von Wisconsin. Er starb am 23. November 1945 in Evanston und wurde in Waupaca beigesetzt.